# Pseudagrion macrolucidum
Pseudagrion macrolucidum – gatunek ważki z rodziny łątkowatych (Coenagrionidae).